# La Baume
La Baume település Franciaországban, Haute-Savoie megyében. Lakosainak száma 322 fő (2022. január 1.). La Baume Bellevaux, Le Biot, Bonnevaux, Chevenoz, La Forclaz, Seytroux, Vacheresse, Vailly és La Vernaz községekkel határos.

## Népesség
A település népességének változása:
| Lakosok száma | 278  | 307  | 310  | 309  | 321  | 321  | 322  | 321  | 322  |
|               | 2013 | 2015 | 2016 | 2017 | 2018 | 2019 | 2020 | 2021 | 2022 |